# Вусо-Джере
Ву́со-Дже́ре (англ. Vuso Jere) — традиційна громада у складі дистрикту Нтчисі Центрального регіону Малаві.
Населення — 15946 осіб (2018).